# 分散系
分散系是將一種或一種以上的物質分散到另一種物質所形成的混合體系。前一種物質稱為分散相或分散质，后一種物質稱為分散介质或分散剂。
按照分散質微粒大小，分散系可分為三種：
- 溶液 - 微粒大小：<1nm
- 膠體 - 微粒大小：1 nm~100 nm
- 懸濁液、乳濁液 - 微粒大小：>100 nm